# Jack Radics
Jack Radics (* als Balfour Bailey in Kingston, Jamaika) ist ein Sänger und Songautor, der in den 1990er Jahren in Europa kommerziell erfolgreich war.

## Biografie
Zu Beginn seiner Karriere kam Balfour Bailey nach New York. Dort war er 1975 für Sound System New World tätig. Für seine erste Plattenaufnahme wählte er Get Down on It, ein Lied von Kool & The Gang. Anfang der 1980er Jahre zog es den Jamaikaner nach London, wo er ein Duett mit Debbie Ryvers sang und 1985 seine erste Solo-Single (Walk on By) als Jack Radics einspielte. Nachdem er 1988 in die Heimat zurückgekehrt war, hatte er dort erste nationale Hits mit Dream Merchant und Conversation. Das Debütalbum Jack erschien 1991. Fortan gehörte die Zusammenarbeit mit anderen Künstlern, darunter Sly & Robbie, Freddie McGregor, Ali Campbell, Mr. President und Big Youth, zum Alltag.
Jack Radics bediente sich für seine Musik bei der Klassikern des Reggae und mischte den Sound mit Motown- und Stax-Soul, Calypso und Pop. Twist and Shout, das Feature mit Chaka Demus & Pliers, bescherte dem Sänger Ende 1993 seinen ersten Nummer-eins-Hit in Großbritannien. Die Single wurde mit Gold im UK ausgezeichnet und erhielt einen Eintrag im Guinness-Buch der Rekorde. Sein 1994er-Album Open Rebuke wurde vom Black-Music-Magazin Echoes zum besten Reggaealbum des Jahres gewählt.
Zur Fußballweltmeisterschaft 1998 kam der Titel Go for Jamaica! in die Plattenläden. Aus der Zusammenarbeit mit dem deutschen Produzenten Rüdiger Nieschmidt, den Radics einige Jahre zuvor auf Jamaika kennengelernt hatte, resultierten neue Lieder und das 1999er Album Love & Laughter. Die Single No Matter war nicht nur im deutschsprachigen Raum erfolgreich, sondern auch in Südafrika ein Radiohit. Mit den Produzenten Grant Michael B. und Pomez di Lorenzo entstanden Lieder für den 2001er Longplayer Always Around.

## Diskografie

### Alben
- 1991: Jack
- 1992: Something
- 1994: Open Rebuke
- 1994: I’ll Be Sweeter
- 1996: Affairs of the Heart
- 1999: Love & Laughter
- 2001: Always Around

### Singles
- 1985: Walk on By
- 1987: Rough Life
- 1991: Something Reminds Me
- 1992: Special Occasion (Adapted)
- 1992: Sexy Thing
- 1992: All of Me
- 1992: Groovin’
- 1992: Loves on Fire
- 1992: If Loving You Is Wrong / Wait in Vain (Glenn Ricks / Jack Radics)
- 1992: Good Loving
- 1993: Twist and Shout  (Chaka Demus & Pliers with Jack Radics & Taxi Gang)
- 1993: Sweet Surrender / Wear Ring (Jack Radics / Simpleton)
- 1994: Heart Skip a Beat
- 1994: Nobody but Yu
- 1994: Do Good (Yami Bolo, Josie Wailes, Jack Radics, Charlie Chaplin)
- 1995: My Girl Josephine (Super Cat feat. Jack Radics)
- 1996: I Can’t Keep My Hands off You
- 1996: It’s in Her Kiss (feat. Gwen Dickey und Red Dragon)
- 1996: Travelling Man (mit Shaggy)
- 1997: See Left Me Crying / Find a Way (Nerius Joseph / Jack Radics)
- 1998: People Cry’s / Time for Love (Morgan Heritage / Jack Radics)
- 1998: Can We Get It On
- 1998: Go for Jamaica
- 1999: No Matter
- 1999: All I Ever Wanted to Be
- 2000: Always Around
- 2001: I Need Sunshine
- 2003: Legalize It
- 2003: Dance with My Baby / Put People First (Jack Radics / Elijah Prophet)
- 2004: Still Waiting for Your Love
- 2004: All in You / True Love (Jack Radics / Gentle Man)
- 2004: Wrapped Up in Your Love / Respect (Chico / Jack Raddicks)
- 2004: Classic Encounter
- 2006: Troubled Time
- 2006: Did’nt Mean It

Weitere Singles (unsortiert)
- Dream Merchant
- Conversation
- Don’t Sleep in the Subway
- Rise to Your Goal (Tony Rebel & Jack Radics)
- Accept My Apology (Jack Radics / Red Dragon)
- Fill It with Love
- Mr Mension
- Its Not Hard to Love You (Jack Radics / Undivided Roots)
- Come with Me
- How Do You
- On and On
- What a Difference a Day Makes
- This Is the Way / Purify (Beres Hammond / Jack Radics)